# Emilio Estrada
Emilio Estrada Carmona (ur. 28 maja 1855, zm. 21 grudnia 1911) – prezydent Ekwadoru od września 1911 do śmierci.
Należał do zwolenników byłego prezydenta, generała Eloya Alfaro, jednak wkrótce po objęciu władzy wypowiedział mu posłuszeństwo.